# Women in Music Pt. III
Women in Music Pt. III ist das dritte Studioalbum der US-amerikanischen Pop-Rock-Band Haim. Es erschien am 26. Juni 2020 in den Vereinigten Staaten unter dem Label Columbia Records und international unter dem Label Polydor.

## Entstehung und Veröffentlichung

### Entstehung
Der Großteil des Albums entstand in der ersten Hälfte von 2019 in einem Tonstudio in Burbank, das Ariel Rechtshaid, dem damaligen Lebensgefährten von Danielle, gehört und der auch gleichzeitig als Produzent fungierte.
Die Bandmitglieder verarbeiteten in Women in Music Pt. III mehrere persönliche Erfahrungen. So werden in dem Lied Now I'm In It die Depressionen angesprochen, mit denen Danielle in den Jahren zuvor zu kämpfen hatte. Alana verarbeitete ihre Trauer nach dem Tod ihrer besten Freundin Sammi Kane Kraft bei einem Autounfall im Jahr 2012 und Este, die an Typ-1-Diabetes leidet, nutzte das Album um sich vom langen Touren zu erholen. So kommen in ihrem 3. Studioalbum Themen vor, die sie zuvor nicht angesprochen hatten: Soziale Isolation, psychische Krankheiten oder auch Exfreunde.
Die Idee für den Albumtitel – Women In Music – kam den Schwestern nach der immer wiederkehrenden Frage in Interviews, wie ist denn sei, als Frauen Musik zu machen.
"Wir sind in jedem Interview gefragt worden, wie es ist, als Frauen Musik zu machen", erklärt Danielle. "Was ist das überhaupt für eine Frage! Die stellt man Männern doch auch nicht! Und da kam uns die Idee: Hey, das ist jetzt der Titel unseres Albums und das ist die Antwort. Fragt uns also nie wieder!" – Auszug aus einem Interview mit dem Kulturmagazin ttt 

### Veröffentlichung
Nachdem die Band im Vorfeld bereits die drei Singles Summer Girl, Hallelujah und Now I'm In It, die auch alle ein Musikvideo bekamen, veröffentlichte, folgte am 3. März 2020 schließlich die Ankündigung für ihr 3. Studioalbum Women in Music Pt. III. Neben Titel und Albumcover machten sie lediglich bekannt, dass das Album 16 Titel enthalten soll, eine genaue Titelliste gab es noch nicht.
Zeitgleich mit der Ankündigung wurde auch die vierte Single The Steps und das dazugehörige Musikvideo veröffentlicht.
Ursprünglich sollte das Album am 24. April 2020 erscheinen. Aufgrund der COVID-19-Pandemie wurde es zunächst auf ein unbestimmtes Datum im Sommer verschoben, später wurde bekannt, dass das Album am 26. Juni 2020 erscheinen soll.

## Titelliste
| Nr.          | Titel                  | Länge |
| ------------ | ---------------------- | ----- |
| 1.           | Los Angeles            | 3:20  |
| 2.           | The Steps              | 4:07  |
| 3.           | I Know Alone           | 3:46  |
| 4.           | Up From A Dress        | 3:17  |
| 5.           | Gasoline               | 3:13  |
| 6.           | 3 AM                   | 3:10  |
| 7.           | Don't Wanna            | 3:21  |
| 8.           | Another Try            | 3:25  |
| 9.           | Leaning On You         | 3:21  |
| 10.          | I've Been Down         | 2:51  |
| 11.          | Man From The Magazine  | 2:06  |
| 12.          | All That Ever Mattered | 2:30  |
| 13.          | FUBT                   | 3:13  |
| Gesamtlänge: | Gesamtlänge:           | 41:40 |

| Nr.          | Titel                         | Länge |
| ------------ | ----------------------------- | ----- |
| 14.          | Gasoline (feat. Taylor Swift) | 3:13  |
| 15.          | 3 AM (feat. Thundercat)       | 3:08  |
| 16.          | Now I'm In It                 | 3:24  |
| 17.          | Hallelujah                    | 3:10  |
| 18.          | Summer Girl                   | 3:25  |
| Gesamtlänge: | Gesamtlänge:                  | 58:08 |

## Rezeption

### Rezensionen
Das Album erhielt überwiegend positive Kritiken:
- laut.de gab 4 von 5 Sternen und lobte das Album als merkdimensionales Werk:"Heraus kommt ein zeitweise brüchiges, an manchen Ecken reichlich knarzendes Ding, mit einer ganz eigenen Dynamik. Ein mehrdimensionales Werk, das durch seine Experimente verletzlich und daher erst wirklich lebendig durch all ganz unterschiedliche Style wechselt. Zwischen himmelhoch jauchzend und zu Tode betrübt. Was die Songs auf "Woman In Music Pt. III" schließlich vereint, ist die beeindruckende Neugierde und der Wunsch, sich zu versuchen und weiterzuentwickeln." – Auszug aus der Rezension von laut.de[12]
- die US-amerikanische Website Metacritic vergab auf Basis von 23 Kritiken 89 von 100 Punkten.[6]
- Pitchfork vergab 8,6 von 10 Punkten.[13]
- 2020 wurde das Album bei den Grammy Awards 2021 in der Kategorie Album des Jahres nominiert.[14]

### Bestenlisten
| Publikation           | Liste                           | Platz                       |
| --------------------- | ------------------------------- | --------------------------- |
| The Guardian          | The 50 best albums of 2020      | 7                           |
| National Public Radio | The 50 Best Albums Of 2020      | 11                          |
| Pitchfork             | The 35 Best Rock Albums of 2020 | Grünes Häkchensymbol für ja |
| Pitchfork             | The 50 Best Albums of 2020      | 8                           |
| Rolling Stone         | The 50 Best Albums of 2020      | 14                          |

### Charts und Chartplatzierungen
Women in Music Pt. III erreichte erstmals am 3. Juli 2020 auf Rang 27 die deutschen Albumcharts, was zugleich die beste Chartplatzierung darstellte. Das Album platzierte sich drei Wochen in den Top 100, letztmals am 17. Juli 2020. Für Haim avancierte es nach Days Are Gone (2013) und Something to Tell You (2017) zum dritten Chartalbum in Deutschland. Bis dato konnte sich kein Album der Band besser oder länger in den Charts platzieren, zuvor lag die Höchstplatzierung bei Rang 30 mit Days Are Gone. In den britischen Charts stieg das Album am 3. Juli 2020 auf der Chartspitze ein und avancierte so zum dritten Chart- und Top-10-Album sowie zum zweiten Nummer-eins-Album nach Days Are Gone. Das Album konnte sich bis zur Chartwoche vom 24. Juli 2020 viermal in den Top 100 platzieren.
| ChartsChartplatzierungen       | Höchstplatzierung | Wochen |
| ------------------------------ | ----------------- | ------ |
| Deutschland (GfK)              | 27 (3 Wo.)        | 3      |
| Österreich (Ö3)                | 25 (1 Wo.)        | 1      |
| Schweiz (IFPI)                 | 11 (4 Wo.)        | 4      |
| Vereinigtes Königreich (OCC)   | 1 (4 Wo.)         | 4      |
| Vereinigte Staaten (Billboard) | 13 (1 Wo.)        | 1      |

### Auszeichnungen für Musikverkäufe
| Land/Region                  | Auszeichnungen für Musikverkäufe (Land/Region, Auszeichnung, Verkäufe) | Verkäufe |
| ---------------------------- | ---------------------------------------------------------------------- | -------- |
| Vereinigtes Königreich (BPI) | Silber                                                                 | 60.000   |
| Insgesamt                    | 1× Silber ·                                                            | 60.000   |